# Marie-Josée Gilbeau
Marie-Josée Gilbeau, född den 2 november 1972 i Lachine, Kanada, är en kanadensisk kanotist.
Hon tog bland annat VM-guld i K-2 200 meter i samband med sprintvärldsmästerskapen i kanotsport 1995 i Duisburg.